# Arsenije Ranković
Arsenije Ranković (* 26. März 1992) ist ein serbischer Eishockeytorwart, der seit Ende 2015 erneut beim KHK Roter Stern Belgrad in der serbischen Eishockeyliga unter in der Vertrag steht. Seit 2017 spielt er für seinen Klub daneben auch in der International Hockey League.

## Karriere
Arsenije Ranković begann seine Karriere als Eishockeytorwart beim KHK Roter Stern Belgrad, für den er bereits als 15-Jähriger in der serbischen Eishockeyliga spielte. Daneben spielte er mit seiner Mannschaft auch in der Ungarischen U20-Liga. 2013 wechselte er zum ebenfalls in Belgrad beheimateten HK Beostar. 2015 wechselte er zunächst zum Tukums HASC in die Lettische Eishockeyliga, um aber bereits während der Spielzeit nach Serbien zu Roter Stern Belgrad zurückzukehren. Für seinen Stammverein spielte er zunächst sowohl in der slowenischen als auch in der serbischen Liga. 2016/17 spielte er für den Roten Stern lediglich noch in der serbischen Liga und trat für den HK Belgrad in der multinationalen MOL Liga an. Seit 2017 spielt er für Roter Stern zusätzlich in der International Hockey League. 2018 wurde er mit seinem Klub serbischer Meister. 2019 gewann er mit dem Roten Stern die International Hockey League, wozu er mit der besten Fangquote und dem geringsten Gegentorschnitt der Liga maßgeblich beitrug. 2020 und 2022 erreichte er erneut den geringsten Gegentorschnitt der IHL. 2023 gewann er seinen zweiten serbischen Meistertitel.

### International
Für Serbien stand Ranković im Juniorenbereich bei der U18-Weltmeisterschaft der Division III 2008 und den U18-Weltmeisterschaften der Division II 2009 und 2010 sowie den U20-Weltmeisterschaften der Division III 2008 und 2011, als er mit der zweitbesten Fangquote und dem zweitbesten Gegentorschnitt (jeweils hinter dem Mexikaner Allan Cukier) als bester Torhüter des Turniers ausgezeichnet wurde, und der Division II 2009 und 2010, als er zum besten Spieler seiner Mannschaft gewählt wurde, im Tor.
Im Herrenbereich nahm er mit der serbischen Mannschaft an den Weltmeisterschaften der Division II 2011, 2013, 2014, 2015, 2016, 2017, 2018 und 2019 teil. 2014 wurde er als bester Torwart des Turniers ausgezeichnet und erreichte die zweitbeste Fangquote hinter dem Australier Anthony Kimlin. 2016 avancierte er zum besten Spieler seiner Mannschaft. 2017 erreichte er jeweils hinter dem Rumänen Zoltán Tőke und dem Australier Anthony Kimlin die zweitbeste Fangquote und den zweitgeringsten Gegentorschnitt des Turniers. Bei den Turnieren 2022 und 2023 spielte er in der Division I, konnte aber 2023 trotz guter Leistungen – er erreichte die zweitbeste Fangquote nach dem Japaner Yūta Narisawa – den Abstieg der Serben nicht verhindern. Außerdem vertrat er Serbien bei der Olympiaqualifikation für die Winterspiele 2022 in Peking.

## Erfolge und Auszeichnungen
- 2008 Aufstieg in die Division II bei der U18-Weltmeisterschaft der Division III, Gruppe B
- 2008 Aufstieg in die Division II bei der U20-Weltmeisterschaft der Division III
- 2011 Aufstieg in die Division II bei der U20-Weltmeisterschaft der Division III
- 2011 Bester Torhüter der U20-Weltmeisterschaft der Division III
- 2014 Bester Torhüter der Weltmeisterschaft der Division II, Gruppe A
- 2018 Serbischer Meister mit dem KHK Roter Stern Belgrad
- 2019 Aufstieg in die Division I, Gruppe B bei der Weltmeisterschaft der Division II, Gruppe A
- 2019 Gewinn der International Hockey League mit dem KHK Roter Stern Belgrad
- 2019 Beste Fangquote und bester Gegentorschnitt der International Hockey League
- 2020 Bester Gegentorschnitt der International Hockey League
- 2022 Bester Gegentorschnitt der International Hockey League
- 2023 Serbischer Meister mit dem KHK Roter Stern Belgrad